# Rita Donagh
Rita Donagh (Wednesbury, 30 de abril de 1939) es una artista británica, conocida por sus pinturas realistas y su minucioso dibujo.

## Trayectoria
Rita Donagh comenzó a recibir clases de dibujo al natural en Bilston College of Further Education en 1954. Estudió Bellas Artes en la Universidad de Durham. Donagh enseñó en la Universidad de Newcastle upon Tyne, donde conoció al pintor Richard Hamilton, con quien más tarde se casó. También enseñó en la Universidad de Reading, en la Slade School of Fine Art y en Goldsmiths, University of London.
Su primera exposición individual fue en la Galería Nigel Greenwood en 1972. La Whitworth Art Gallery, Manchester, realizó en 1977 una retrospectiva que posteriormente fue una exposición itinerante. En las décadas de 1960 y 1970, su trabajo fue en gran parte conceptual. Su ascendencia irlandesa contribuyó en la temática de muchas obras que describen la situación política en Irlanda del Norte. El trabajo de Donagh en las prisiones del Bloque H en Irlanda del Norte se mostró junto al de su marido Richard Hamilton, en el Instituto de Arte Contemporáneo en 1984. La influencia del collage y la pintura al óleo de Hamilton apareció en sus obras de la década de 1970.
Más tarde, se centró en la figura humana, incluyendo trabajos como Slade de 1994. Continuó su interés por la política con obras como Downing Street Declaration (1993), que incluía una imagen televisada del primer ministro John Major, imitando el estilo de Hamilton.
Donagh enviudó en 2011, vive y trabaja en Oxfordshire.
Su obra se encuentra en la colección permanente de la galería Tate.

## Exposiciones seleccionadas[4]

### Exposiciones individuales
- 1972 - Nigel Greenwood Gallery, Londres
- 1975 - 'Display', The Gallery, Londres
- 1977 - Rita Donagh Paintings and Drawings, Whitworth Art Gallery, Manchester, Touring to Central Art Gallery, Wolverhampton; Arts Council of Northern Ireland Gallery, Belfast; Northern Centre for Contemporary Art, Sunderland; Museum of Modern Art, Oxford
- 1982 - Nigel Greenwood Gallery, Londres
- 1983 -Orchard Gallery, Derry
- 1984 - ICA Gallery, London and Central School of Art and Design, Londres
- 1994 - 197419841994, Cornerhouse, Manchester, Camden Arts Centre, Londres; Museo Irlandés de Arte Moderno, Dublín.

### Exposiciones colectivas
- 1958 - Young Contemporaries, Londres
- 1959 - Young Contemporaries, Londres
- 1960 - Bear Lane Gallery, Oxford
- 1972 - John Moores Exhibition 8, Liverpool (prize-winner), y Drawings, Museum of Modern Art, Oxford
- 1973 - II English Artists, Kunsthalle, Baden-Baden y la Galería de arte de Bremen
- 1974 - British Painting, Hayward Gallery, Londres
- 1975 - 7th International Festival of Painting, Cagnes sur Mer, Francia, Contemporary British Drawings, 13th Biennale, São Paulo, y Body and Soul, Galería de Arte Walker en Liverpool
- 1976 - Arte Inglese Oggi, Palazzo Reale, Milán
- 1978 - Hayward Annual '78, Hayward Gallery, Londres, Nigel Greenwood Gallery, Londres, y Art for Society, Whitechapel Art Gallery, Londres
- 1979 - European Dialogue, Sydney Biennale
- 1980 - The Newcastle Connection, Newcastle upon Tyne
- 1983 - The Granada Connection, Whitworth Art Gallery, Manchester
- 1985 - Painting and Photography, Escuela de Arte Saint Martin en Londres, y Hayward Annual '85, Hayward Gallery, Londres
- 1986 - Nigel Greenwood Gallery, Londres
- 1987 - Attitudes to Ireland, Tate, Londres
- 1992 - A Centenary Exhibition, Universidad de Reading, y Declarations of War, Kettle's Yard, Cambridge
- 1993 - Writing on the Wall, Tate Gallery, Londres
- 1996 - Face a l'Histoire, Centre Georges Pompidou, París
- 1998 - Lines of Desire, Oldham Art Gallery and Museum
- 2001 - Closer Still, The Winchester Gallery, Winchester
- 2002 - Display, Tate Modern, Londres

## Colecciones públicas[4]
- Arts Council Collection, Hayward Gallery, Londres
- Consejo Británico
- Leeds City Art Gallery
- Hunterian Museum and Art Gallery, Universidad de Glasgow
- Tate
- Museos Nacionales de Irlanda del Norte
- Galería de arte Whitworth, Universidad de Manchester
- Museo de Victoria y Alberto
- Galería Hatton, Universidad de Newcastle upon Tyne
- Museo Imperial de la Guerra